# Hanu’ Berarilor
Hanu’ Berarilor este o marcă comercială românească ce denumește două restaurante din București găzduite în două case cu însemnătate istorică: Casa Oprea Soare, fosta Casă Bucur, și Casa Elena Lupescu. Restaurantele au un specific culinar și ambiental românesc interbelic, păstrând elemente de mobilier din recuzita originală și rețete culinare autentice.

## Oamenii care au dat denumirea Hanurilor

### Oprea Soare
Despre Dumitru Oprea Soare se știu puține lucruri, una dintre singurele informații certe este că a fost un negustor înstărit trăgându-se dintr-o familie aristocratică. Tatăl său, Dimitrie Oprea Soare, a fost căsătorit cu Chirica Oprea Soare, cu care a avut doi copii legitimi, pe Elisa Dr. Thoma Tomescu și pe Dumitru Oprea Soare. 
Conform unui act de partaj întocmit în anul 1902   și disponibil în arhiva familiei, după moartea lui Dimitrie Oprea Soare avere familiei este moștenită de Dumitru Oprea Soare, atât prin succesiune, cât și prin testamentul întocmit de tatăl său.

### Elena Lupescu
Elena Lupescu rămâne un personaj controversat în istorie, o femeie învăluită în mister, ajunsă celebră datorită relației amoroase pe care a avut-o cu Regele Carol al lI-lea al României. În privința numelui ei real sunt controverse: s-ar fi numit de fapt Magda Wolff sau Duta Grünberg. Născută la Iași, fiica lui Nicolae Lupescu (pe numele sau real Nahum Grünberg sau Wolff), evreu convertit la creștinismul de rit ortodox, de meserie farmacist, și a Elizei Falk, care a optat la rându-i pentru religia catolică. 
Anul nașterii sale este incert, presupus a fi 1899, însă informațiile sunt contradictorii, în jurnalul său aceasta mărturisește că diferența dintre ea și Carol al II-lea e de șase ani: „Îl cunosc pe Carol, de foarte multă vreme. Când l-am întâlnit în casa administratorului uneia din moșiile Regelui. Este multă vreme de atunci, căci azi sunt femeie de 28 de ani iar Prințul are 34.”  Însă în același manuscris, ea mărturisește că pe vremea când s-au cunoscut, „eu aveam 9 ani iar Prințul Carol 19”  . S-au spus multe despre ea, dar cel mai nebunesc lucru este ca ar fi avut, de fapt, sânge regesc, fiind fiica nelegitimă a lui Carol I și devenind astfel rudă cu Carol al II-lea.
Declarată la naștere catolică, Elena Lupescu și-a definitivat studiile la București, într-un așezământ catolic, „Diaconesele”. La 17 februarie 1919, s-a căsătorit în orașul natal cu ofițerul Ion Tâmpeanu, căpitan în regimentul de artilerie al Principelui Carol al II-lea, regiment de vânători de munte. Divorțează la o dată necunoscută (în 1920 sau 1922), iar în 1922 devine oficial amanta Regelui Carol al II-lea. Elena Lupescu s-a străduit din răsputeri să-și ascundă originea, nu a recunoscut niciodată că ar fi evreică, poate și din cauza relațiilor regelui Carol cu Germania Nazistă. 
Se spunea despre ea că susținea conversații de excepție, era un ciudat amestec de femeie fatală, domnișoară și curtezană. Era încăpățânată, dar bună la suflet, elegantă, avea pielea albă și părul roșcat (uneori blond), o femeie prea modernă pentru timpul său. 

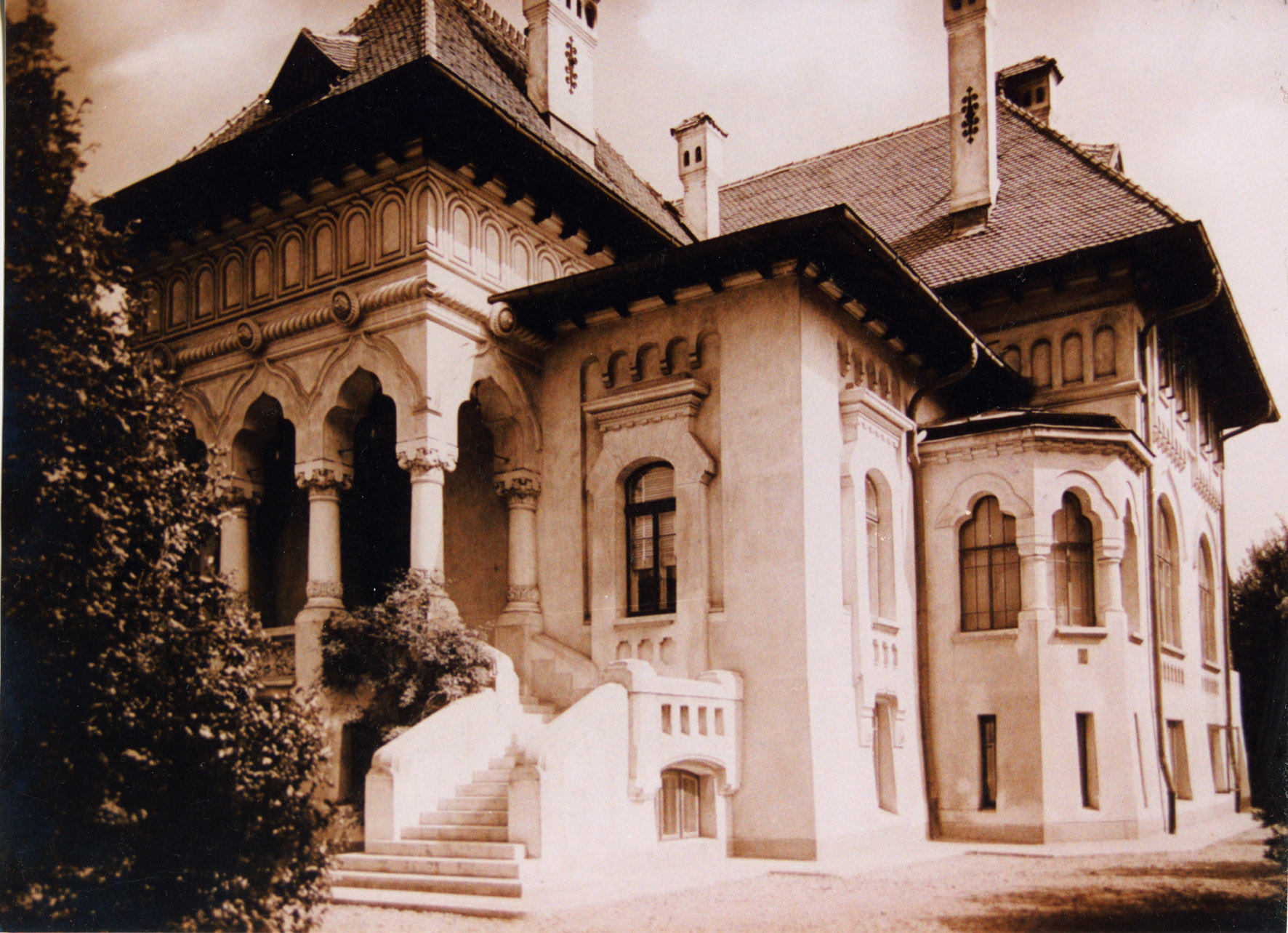

## Arhitectura

### Hanu’ Berarilor Oprea Soare
Pe locul primit ca moștenire de la tatăl său, Dumitru Oprea Soare îi cere arhitectului Petre Antonescu, între anii 1910 – 1914,  construcția casei în care se află astăzi Hanu’ Berarilor. Clădirea avea să amintească de stilul vechilor case românești, stil cunoscut sub denumirea de neoromânesc. Casa servit drept locuință familiei Oprea Soare, până în 1945, când casa a fost rechiziționată de către Partidul Socialist. În martie 2008, casa reintră în posesia moștenitorilor imobilului.
Arhitectul monumentelor de cultură declarate prin Hotărârea Consiliului de Miniștri nr. 1160 din anul 1955 – publicată de Academia R.P.R. – precum „Arcul de Triumf, Palatul Băncii de Investiții din București, Palatul Ministerului Construcțiilor, Palatul Administrativ Craiova” , Petre Antonescu face din Casa Oprea Soare din București un edificiu somptuos, pomenit și apreciat de arhitecții contemporani. 
Datorită deosebitei valori arhitectonice și peisagistice, încă din anul 1955 imobilul a fost inclus în lista monumentelor istorice unde se află și în prezent, trecând de la poziția 282, inițială, la poziția 1715, (în prezent pe poziția 1733, Cod LMI = B-II-m-A-18000).
Arhitecții Maria Cotescu și Dinu Antonescu consemnau faptul că „autorul s-a inspirat din ceea ce a putut considera pe atunci ca valabil pentru a fi păstrat sau adoptat în tradiția pământeană a acestei arte, (...) prin cele câteva exemple luate în mod obișnuit drept modele de arhitectură specific românească, precum erau: biserica episcopală din Curtea de Argeș, biserica Trei Ierarhi din Iași și biserica Stavrapoleos din București. Corpul clădirii se compune dintr-un subsol ridicat, parter și etaj. La subsol se găsesc birourile întreprinderii, precum și încăperile centralei termice, ale bucătăriei, depozitele etc. La parter se află, grupate în jurul unui hol central de formă octogonală: vestibule, biblioteca, salonul, salonașul, sala de mâncare cu oficiul anexă și camera de culcare pentru părinți și copii, având anexe – încăperile de toaletă. La etaj se găsesc sălile de studio pentru copii, două dormitoare pentru musafiri și încăperile pentru personalul de serviciu. 
Construcția este executată din zidărie de cărămidă acoperită cu tencuieli de var în exterior și de ipsos în interior. Piatra este folosită pentru a îmbrăca o parte din soclu, precum și pentru profilele brâiele, coloanele și balustradele fațadelor. Acoperișul este din țiglă smălțuită, montată în soli. 
Împrejmuirea și porțile mari sunt zidite în piatră brută de Bușteni. Întinderea și forma terenului a permis o plantație destul de importantă pentru punerea în valoare a unei arhitecturi care cere o asemenea încadrare.”
Alex Lepadatu, Ministru al Culturii în guvernul Vintilă I.C. Brătianu, spunea într-o conferință pentru arhitecții români despre Casa Oprea Soarea că se înscrie în lista de „clădiri private, particulare, prin care au dovedit că se poate prea bine crea o arhitectură civilă cu caracter național care să satisfacă în totul cerințele vieții moderne: lumină, igienă și confort. Casele Oprea Soare din București, cele ale lui Vintilă Brătianu dela București și Mihăilești, Ion I. C. Brătianu dela București și Florica, Dr. Cyru Iliescu din Parcul Ioanid, Clădirile Funcționarilor Direcției de Poduri și Șosele din Sinaia, Locuințele Funcționarilor Vamali din Predeal au aceleași calități ca și cele dintâi și dau, nu numai în exterior, ci și în interior, prin boltirile, dispozițiunile originale și decorațiile lor, o deosebită înfățișare plastică formelor noastre tradiționale, ce păreau mai înainte sortite să se irosească numai în efecte mărunte.”

### Casa Elena Lupescu
Clădirea Hanu’ Berarilor Elena Lupescu datează din anul 1900, iar restaurantul își are are sălașul aici din anul 2011. Clădirea, amplasată într-o zonă centrală a Bucureștilor, este retras de la aliniament și oferă imaginea unei arhitecturi rezidențiale pitorești destul de atipică pentru cerințele urbanistice din momentul construcției. Clădirea se află pe poziția 1783 în lista monumentelor culturale publicată de Ministerul Culturii și Patromoniului Național în anul 2010 și are codul LMI = B-II-m-B-19483.
Datele exacte despre construcția conacului sunt puțin cunoscute, aceasta fiind consemnată pentru prima oară într-un plan topografic din 1946. Stilul arhitectural este greu de definit, înglobând în mod armonios elemente din stilurile: neogotic, neoromânesc, rustic normand, stil chalet și Art Nouveau, la care se adaugă în special la interior, motive clasice și neobizantine. Deși inițial construită ca o locuință, are centrat în interiorul ei un amplu hol de onoare, pe două niveluri, cu rol de sală de bal sau banchet. În forma sa originală, casa avea un spațiu destinat orchestrei. La parter, în jurul acestei săli centrale, sunt construite patru spații care funcționau ca saloane de primire (sufragerii). Etajul întâi păstrează în linii mari aceeași dispunere a spațiilor de la parter, accesul făcându-se pe o scară în spirală. Etajul al doilea a fost destinat probabil, dormitoarelor, iar mansarda unor spații de servicii. În Lista Monumentelor Istorice, casa figurează ca aparținând Elenei Lupescu, marea iubire a Regelui Carol al II-lea, dar în mod suspect orice legătură cu această doamnă a fost ștearsă din istorie.
Clădirea are un accent vertical asemănător unui foișor. Restaurantul se întinde pe două niveluri, dotată cu mai multe accese și circulații verticale. Fiecare ușă de acces are o altă formă și alte dimensiuni, un alt tip de ancadrament și de copertină de acces. Accesul principal conduce spre holul de onoare pe două niveluri, care dispune de o supantă (posibil destinată orchestrei) și de galerii deschise pe laturile lungi, accesibile printr-o scară îngustă cu o singură rampă în formă de „L”. Scara și spațiile principale în cele trei travee dinspre fațadă, cu un rezalit semicilindric pe parter, formează o terasă la primul etaj. O altă scară leagă nivelurile „nobile” (parterul cu etajele I și II). Câteva ferestre sunt unicat (fereastra Art Nouveau în formă de potcoavă din fațada laterală și ușa-fereastră triforă, cu balcon pe console, a foișorului).  
În față există o terasă și o curte denivelată, în trepte, pietruită, care este deschisă în fiecare an între lunile aprilie și noiembrie.
Cele două restaurante sunt dotate cu un mini butic care oferă posibilitatea achiziționării de suveniruri și materiale informative.

## Specific culinar
Hanu’ Berarilor Interbelic este un restaurant berărie cu un meniu variat format din produse cu specific tradițional românesc, care se îmbină cu cea urbană, într-o armonie culinară perfectă. Clienții vin la Han în speță pentru „Mâncarea Berarului” cunoscută și ca „Rața pe varză”. Printre preparatele disponibile se numără gustări încântătoare de la platouri reci până la exclusivistul purceluș la proțap. Preparatele culinare poartă denumiri amuzante și totodată autohtone precum „Salata Coanei Mari” sau „Platoul Mincinoșilor”. Din 2011, a fost deschis cel de-al doilea restaurant Hanu’ Berarilor Elena Lupescu, care continuă tradiția restaurantului berărie. 

## Program artistic
În fiecare zi, în ambele locații ale Hanului au loc reprezentații artistice.
Localizare:
- Hanu' Berarilor (Casa Oprea Soare) este situat pe strada Poenaru Bordea, nr. 2, București, Sector 4.
- Hanu' Berarilor (Casa Elena Lupescu) este situat pe bulevardul Pache Protopopescu, nr. 51, Sector 2, București.